# Cultura delle Fær Øer
La cultura delle Fær Øer trova le proprie radici nella cultura nordica. Le Fær Øer sono rimaste a lungo isolate dai movimenti culturali che hanno attraversato l'Europa nel corso dei secoli, conservando così gran parte della propria cultura tradizionale.

## Lingua
La lingua parlata è il faroese (Føroyskt mál). Questa è una delle tre lingue scandinave insulari provenienti dall'antico norreno parlato al tempo dei Vichinghi. Le altre due sono l'islandese e il norne.
Sino al XV secolo, l'ortografia faroese somigliava a quella islandese e norvegese. Nel 1538 i danesi abolirono l'uso del faroese in forma scritta per i documenti ufficiali, così come lo studio della lingua nelle scuole, in favore del danese. La proibizione ha portato ad una ricca tradizione orale, attraverso la quale è stato possibile tramandare poemi e ballate (kvæði in faroese). Bisogna attendere il XIX secolo per la riabilitazione della lingua e perché siano trascritte su carta le storie tramandate oralmente per secoli.
Oggi, la lingua faroese è parlata da circa 80 000 persone.

## Ólavsøka
Ólavsøka è la festa nazionale faroese. Si celebra ufficialmente il 29 luglio di ogni anno. I Faroesi ricordano, dalla sera del 28 al 31 luglio, la morte di Sant'Olav, re di Norvegia dal 1015 al 1028.
La cerimonia ufficiale inizia con l'apertura del Parlamento Faroese, una tradizione esistente da più di 900 anni. Segue il corteo che si dirige verso la cattedrale di Tórshavn e un discorso pronunciato dai ministri. Gli abitanti indossano il costume tradizionale locale. Ólavsøka è anche festeggiato con incontri sportivi, in particolare gare di barche a remi, danze tradizionali faroesi ed esposizioni artistiche.

## Letteratura
Nel 1909 è stato pubblicato il primo romanzo in lingua faroese, Babelstornið (La torre di Babele), di Rasmus Rasmussen.
Nel corso del XX secolo si è affermata la figura dello scrittore William Heinesen.

## Musica
Le Isole Faroe hanno un ricco patrimonio musicale di canzoni tradizionali in lingua locale e una produzione musicale che continua ancora oggi. Tra i più noti musicisti e cantanti delle Isole vi sono, tra gli altri, Eivør Pálsdóttir, Elin Brimheim Heinesen, Guðrið Hansdóttir e la band metal Týr.